# Bezsalî, Lohvîțea
Bezsalî (în ucraineană Безсали) este localitatea de reședință a comunei Bezsalî din raionul Lohvîțea, regiunea Poltava, Ucraina.

## Demografie
Componența lingvistică a localității Bezsalî
     Ucraineană (98,45%)
     Rusă (1,42%)
     Alte limbi (0,13%)
Conform recensământului din 2001, majoritatea populației localității Bezsalî era vorbitoare de ucraineană (98,45%), existând în minoritate și vorbitori de rusă (1,42%).